# Pellaea breweri
Pellaea breweri är en kantbräkenväxtart som beskrevs av D. C. Eat. Pellaea breweri ingår i släktet Pellaea och familjen Pteridaceae. Inga underarter finns listade.

## Bildgalleri

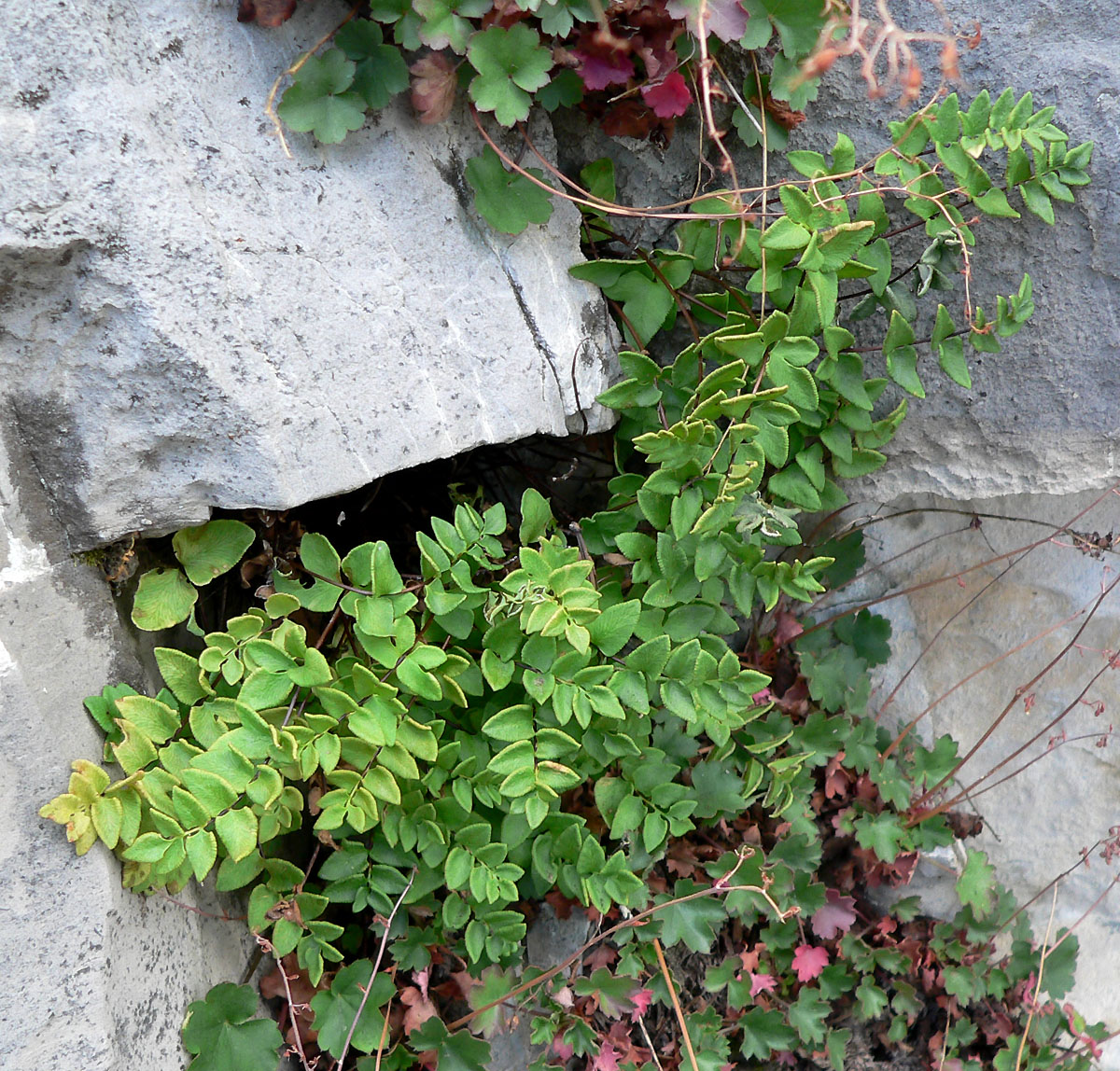